# Csákány (fegyver)
A csákány régi magyar fegyver, mely - nevét tekintve - a törökfajta elemektől került hozzánk. A csákány mint szerszám egykezes, könnyen forgatható változata.

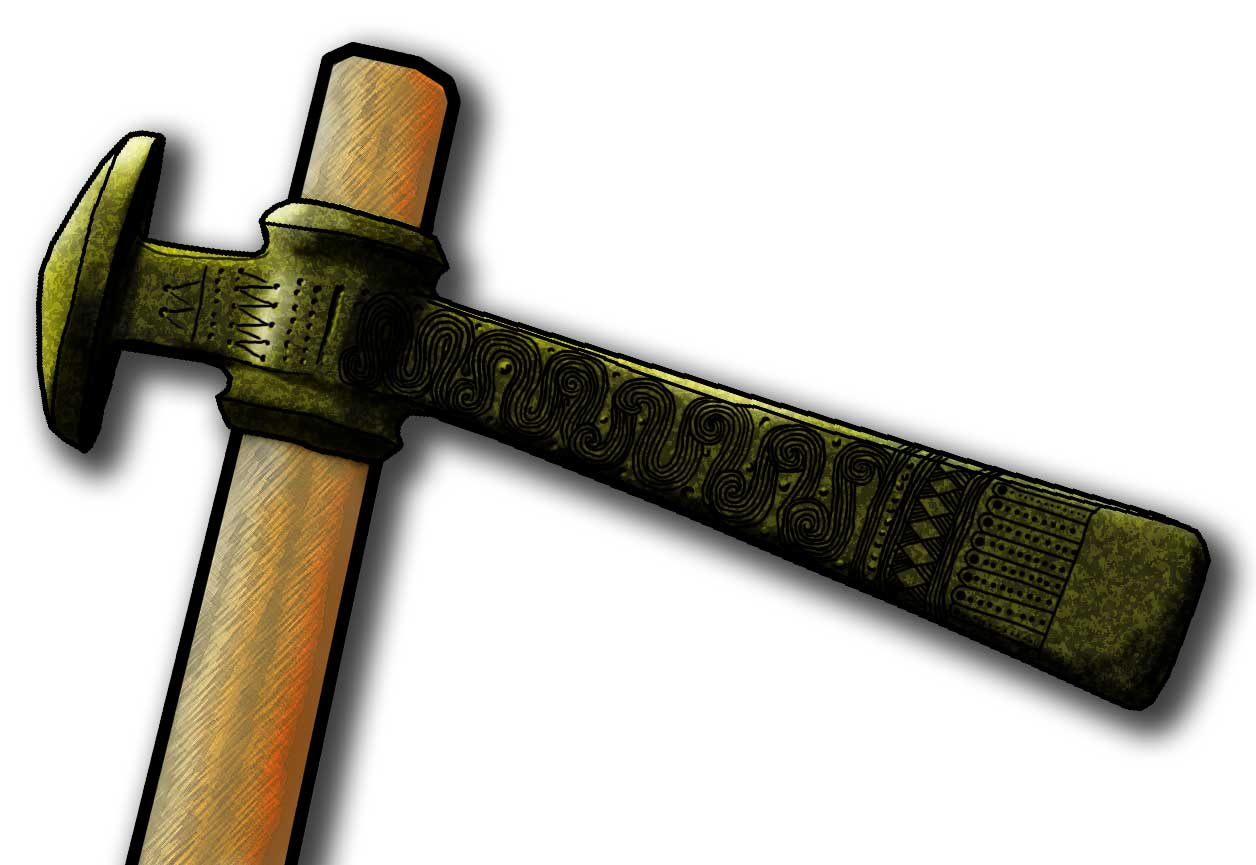
Bronzkori harci csákány-balta

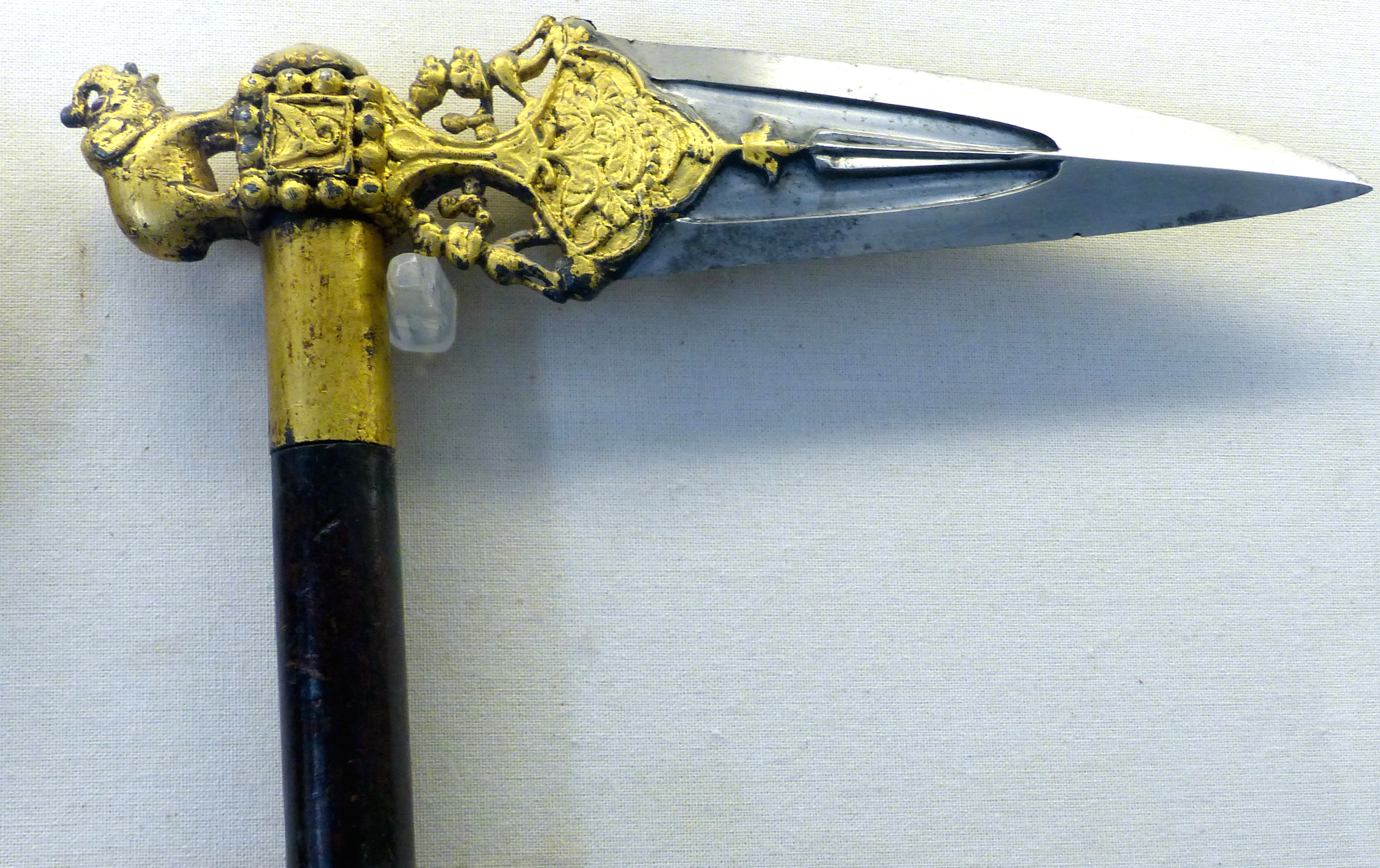
Indiai harci csákány kés jellegű fejjel

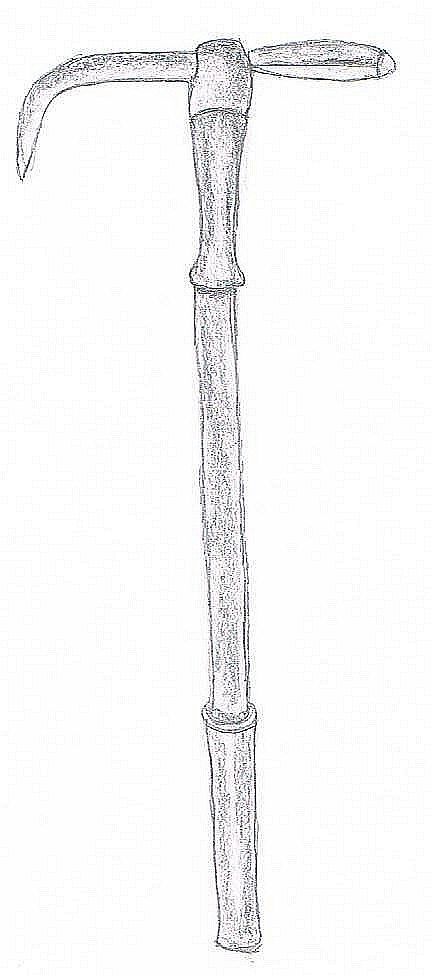
Türk-perzsa harci kalapács és csákány

## A szó eredete
A csákány szó a török-tatár csak, azaz üt, vág, metsz tőből képzett igenév, mely a magyarnak teljesen megfelelő csakan alakban megvan a kirgizeknél, akik hosszú nyelű baltát értenek alatta. A csákány szó (cekan, csokan, csjukan) elterjedt egész Délkelet- és Kelet-Európában; megvolt már az ó-szlovénban, megvan az orosz, lengyel, vend, szerb bolgár, oláh és albán nyelvekben, ami arra mutat, hogy ama török elem hatásának nagyon réginek kell lennie.

## A harci csákány fejlődése
A régészeti leletek szerint a csákány elterjedése a kelet-európai népeknél a szarmaták feltűnésével hozható kapcsolatba. Talán már a bronzkori csákányok is a magyarországi leletekben a jazigoktól és más szarmata-törzsektől származnak; de ha ezt nem lehetne is igazolni, a kora népvándorláskori leletekben, mint Keszthelyen, Nemesvölgyön, Ordason, stb. előforduló csákányok mindenesetre e népségnek tulajdoníthatók. Ez a típus hosszú, keskeny pengéjű, mely éle felé csak kevéssé szélesedik ki s tompa, négyszögű fokkal van ellátva; egészben véve megfelel annak a - egész napjainkig fennmaradt fokos - típusnak, melyet másképp baltának is hívnak, és nagyban különbözik a régi germánok hosszan lenyúló, éllel ellátott csatabárdjától. A régi magyar csákányból tehát épp az a rész hiányzott, ami később megkülönböztető jegyévé vált: a madárorrhoz hasonló hegyes vég. A középkori magyar csákány tipikus alakját Szent László régi képein látjuk; ez már közeledik a bárdhoz vagy szekercéhez, éle felé kiszélesedik a penge, s az él félkörív alakúvá válik. Ez a típus megvan a közép-ázsiai törököknél is, akik ajbaltának, vagyis holdbaltának, hold alakú baltának nevezik. A 14. század vége felé a csákány foka tüske alakúvá kezdett átváltozni, mely később mindinkább megnőtt, s annál fontosabb szerepe lett, minél inkább elterjedt a lemezes páncél a régebbi pikkelyes vagy sodronygyűrűs vasing helyett. A 16. század kezdetén már nemcsak nálunk, de nyugaton is feltűntek azok a madárorrú csákányok, melyeknél a vágásra alkalmas éles pengét a páncél átlyukasztására szolgáló hegyes vég váltja fel; ez a típus az után meg is marad, úgyhogy ma csákány alatt csakis ilyen hegyes végű fegyvert értünk.